# 唐奈·惠滕伯格
唐奈·惠滕伯格（英語：Donnell Whittenburg，1994年8月18日—），美国男子竞技体操运动员，2014年世界竞技体操锦标赛男子团体全能铜牌得主、2015年世界竞技体操锦标赛男子跳马铜牌得主。